# Slavica Buljan
Slavica Buljan (Kuljenovci, Derventa, 14. travnja 1953.) je katolička redovnica, bosanskohercegovačka i hrvatska spisateljica i pjesnikinja, medicinska sestra. 
Poslije osnovne škole koju je pohađala i završila u rodnom mjestu i u Travniku, medicinsku školu uspješno okončava u Sarajevu, te diplomira na Filozofsko-teološkom institutu u Zagrebu. U red sestara Kćeri Božje ljubavi pristupila je 1973. godine. Kao medicinska sestra djelovala je u Dunavu (Kosovo) i Bitoli (Makedonija) a bila je i tajnica Provincije u Zagrebu. 
Dugogodišnja je djelatnica na pripremi za otvaranje kauze Drinskih mučenica i promicanju glasa svetosti Drinskih mučenica. Zadnjih godina radi na pripremi za otvaranje kauze jedne laikinje Danice Širole. O njoj je napisala knjigu „Miomiris Božje ljubavi – Danica Širola“ 2017. godine na 392 str., a 2021. objavila je  knjigu „Autobiografija, dnevnik, korespodencija i pjesme Danice Širola“, u izdanju Filozofsko-teološkog instituta Družbe Isusove u Zagrebu na 880 stranica.
Objavila je velik broj djela katoličke tematike poput knjiga: "Sestra Danka svjedok vjere" o mučenici Danki Jurčević i "Jozo, sine - sine, Jozo" o svome bratu Josipu, hrvatskom branitelju poginulom u Domovinskom ratu.